# Toxopsiella parrotti
Toxopsiella parrotti là một loài nhện trong họ Deinopidae. T. parrotti được miêu tả năm 1964 bởi Raymond Robert Forster.